# Station Alkmaar Noord
Station Alkmaar Noord is een spoorwegstation in Alkmaar, gelegen aan de trajecten Amsterdam Centraal – Den Helder (Nieuwediep) en Alkmaar – Hoorn.
Op 5 september 2020 begon de sloop van het oude stationsgebouw, dat in 1980 werd geopend. Dit gebouw was ontworpen door NS-architect ir. Cees Douma en werd gerealiseerd vanwege de aanleg van de stadswijken Huiswaard I en II. Na veertig jaar is het stationsgebouw afgebroken.
Het nieuwe stationsgebouw, ontworpen door architectenbureau VenhoevenCS, heeft een moderne uitstraling met veel glas. Het nieuwe gebouw werd in de zomer van 2021 geopend.
In december 2023 werd de trap aan de Oudorpkant van het station verwijderd. Deze trap werd weinig gebruikt en was aan vervanging toe. ProRail besloot de trap niet terug te plaatsen, vooruitlopend op de herinrichting van het stationsplein.

## Treinen

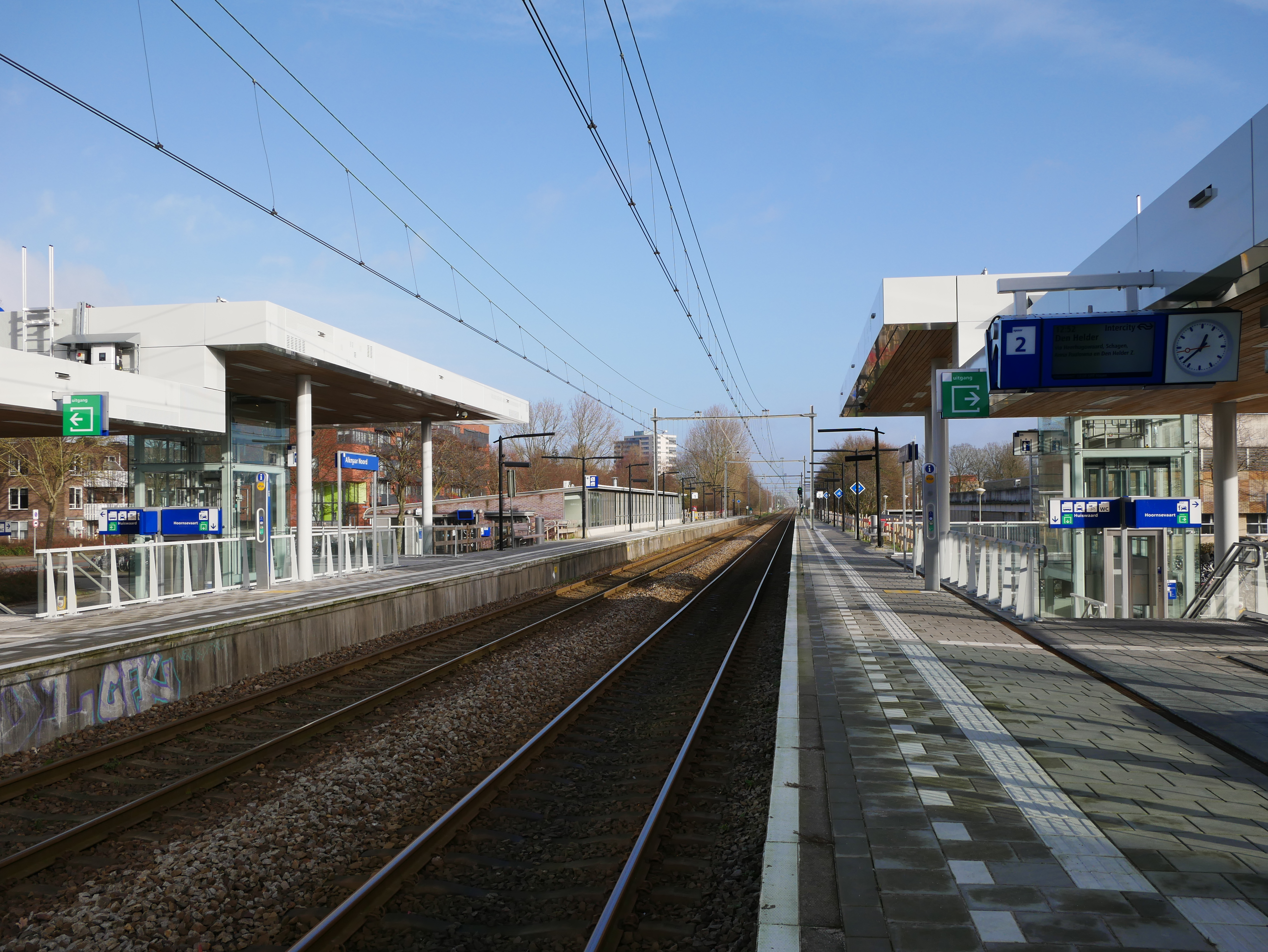
Perrons van het station

| Serie | Treinsoort     | Route | Bijzonderheden |
| ----- | -------------- | --- | --- |
| 2700  | Intercity (NS) | Maastricht – Sittard – Roermond – Weert – Eindhoven Centraal – 's-Hertogenbosch – Utrecht Centraal – Amsterdam Centraal – Alkmaar – (Alkmaar Noord – Den Helder)              | Rijdt van maandag t/m donderdag tot 20:00 uur tussen Alkmaar en Maastricht. Rijdt op vrijdag en in het weekend enkel tussen Alkmaar en Amsterdam Centraal. Tijdens de spits rijden 2 ritten in spitsrichting door van/naar Den Helder. Rijdt niet 's avonds na 20:00. Wordt na 20:00 uur, op vrijdag en in het weekend tussen Amsterdam Centraal en Maastricht vervangen door intercity 2900. |
| 3000  | Intercity (NS) | Nijmegen – Arnhem Centraal – Ede-Wageningen – Veenendaal-De Klomp – Driebergen-Zeist – Utrecht Centraal – Amsterdam Centraal – Zaandam – Alkmaar – Alkmaar Noord – Den Helder | Veenendaal-De Klomp wordt alleen na 19:00 bediend door deze serie. |
| 4800  | Sprinter (NS)  | Amsterdam Centraal – Haarlem – Alkmaar – Alkmaar Noord – Hoorn | Rijdt vanaf 20:00 uur één keer per uur tussen Alkmaar en Hoorn. |

## Overig openbaar vervoer
Een overzicht van de buslijnen op station Alkmaar Noord per 21 juli 2024:
| Lijn | Route                                                                               | Soort    |
| ---- | ----------------------------------------------------------------------------------- | -------- |
| 4    | Station - Zeswielen - Station Noord - Vroonermeer - De Horn - Daalmeer - Rietschoot | Stadsbus |

## Ontwikkeling aantal reizigers
Het aantal door NS vervoerde reizigers (per gemiddelde werkdag) ontwikkelde zich sedert 2019 als volgt:
| Jaar | Aantal reizigers |
| ---- | ---------------- |
| 2019 | 5.046            |
| 2020 | 2.282            |
| 2021 | 2.158            |
| 2022 | 3.031            |
| 2023 | 3.526            |
| 2024 | 3.650            |

## Afbeeldingen

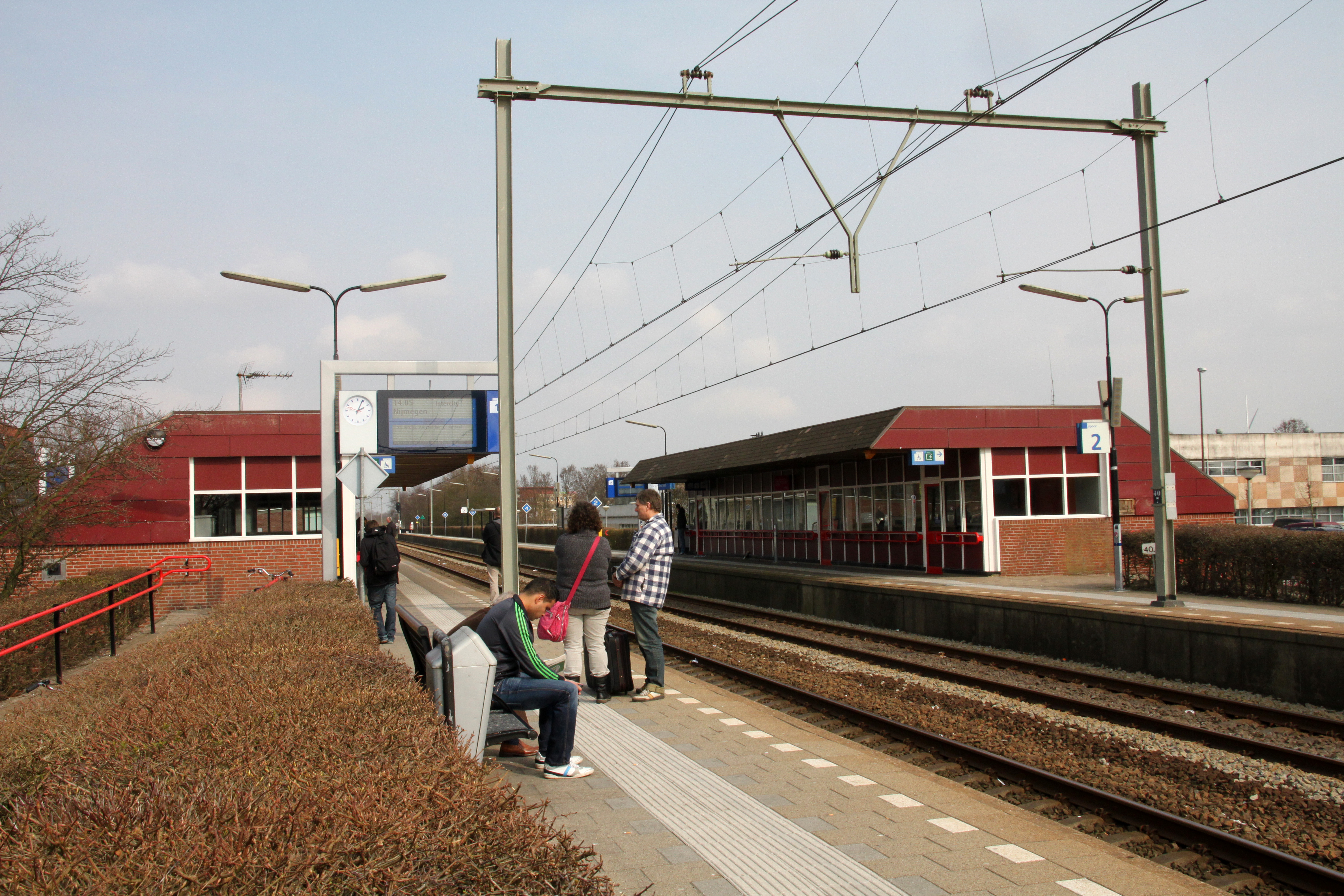
Het station voor de renovatie
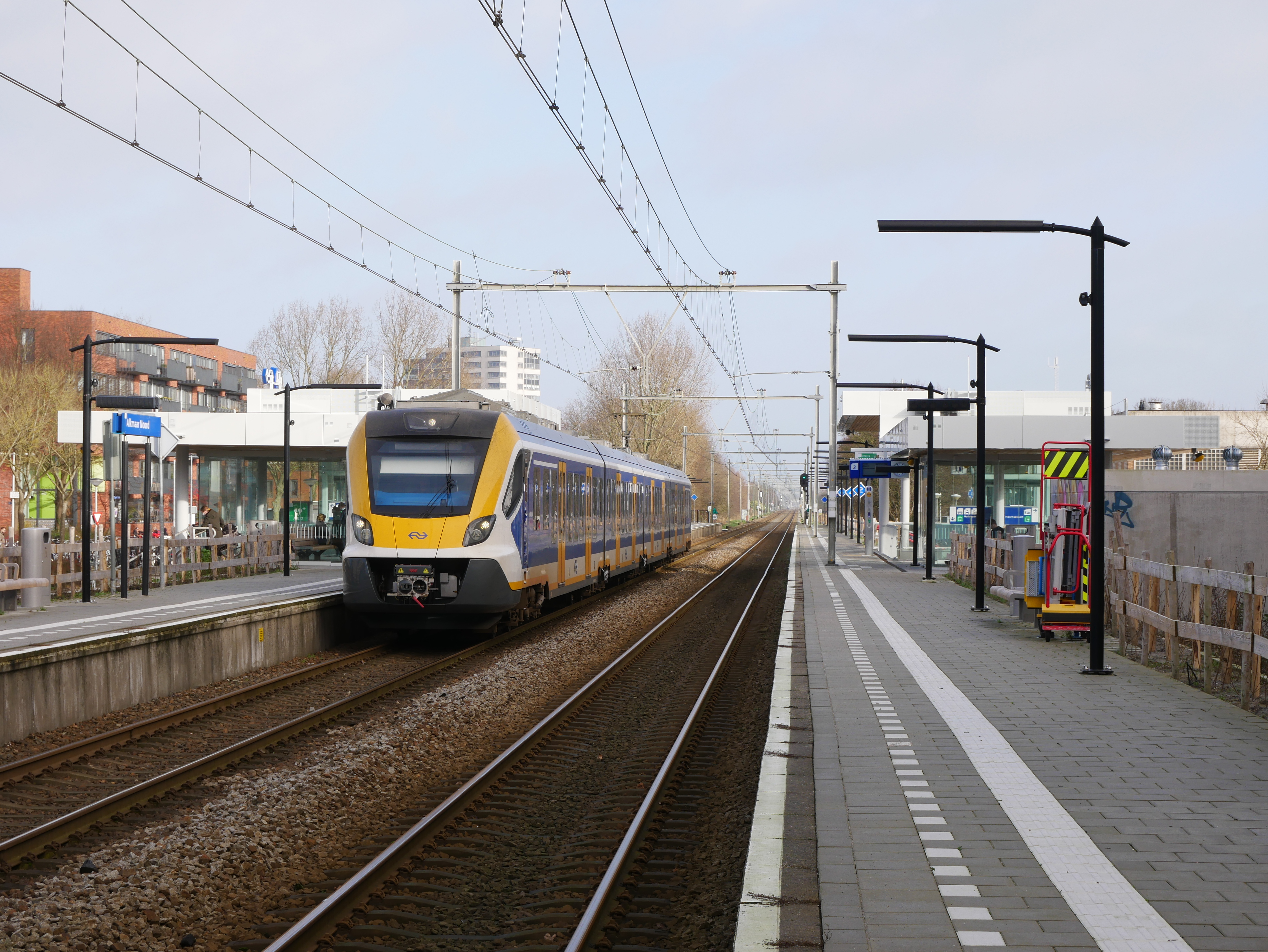
SNG op het station
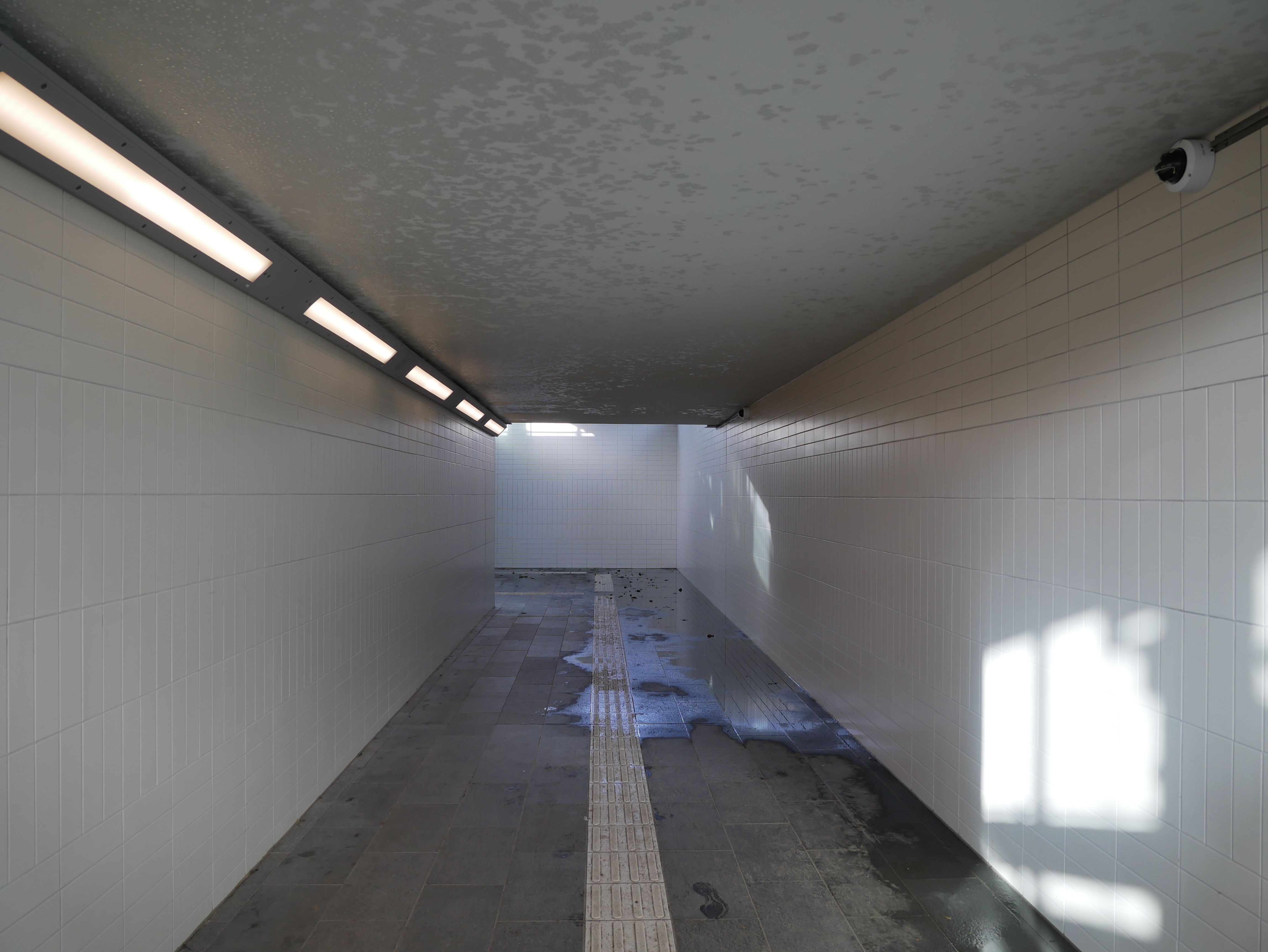
Tunnel onder de sporen

0: Alkmaar ·
2: Alkmaar Noord ·
3: St. Pancras ·
7: Heerhugowaard ·
9: Middelweg ·
13: Obdam ·
16: Spierdijk ·
18: Zuidermeer ·
20: Bobeldijk-Berkhout ·
23: Hoorn
0: Den Helder ·
3: Den Helder Zuid ·
4: Koegras ·
8: Breezand ·
12: Anna Paulowna ·
16: Oudesluis ·
21: Schagen ·
24: Schagerwaard ·
27: Zijdewind ·
30: Noord Scharwoude ·
35: Heerhugowaard ·
38: St. Pancras ·
40: Alkmaar Noord ·
42: Alkmaar ·
47: Heiloo ·
49: Onze Lieve Vrouwe ter Nood ·
54: Castricum ·
58: Uitgeest ·
61: Den Ham ·
63: Krommenie-Assendelft ·
65: Wormerveer ·
68: Zaandijk Zaanse Schans ·
69: Koog aan de Zaan ·
71: Zaandam ·
72: Noorder IJdijk ·
73: Hembrug ·
75: Amsterdam Petroleumhaven ·
78: Spaarndammerdijk-Houthaven ·
79: Amsterdam Sloterdijk ·
80: Amsterdam Westerdok ·
81: Amsterdam Centraal
Alkmaar ·
-Noord ·
Amsterdam:
-Amstel ·
-ArenA ·
-Bijlmer ArenA · 
-Centraal ·
-Holendrecht ·
-Lelylaan ·
-Muiderpoort ·
-RAI ·
-Science Park ·
-Sloterdijk ·
-Zuid ·
Anna Paulowna ·
Beverwijk ·
Bloemendaal ·
Bovenkarspel:
-Flora ·
-Grootebroek ·
Bussum Zuid ·
Castricum ·
Den Helder ·
-Zuid ·
Diemen ·
-Zuid ·
Driehuis ·
Duivendrecht ·
Enkhuizen ·
Haarlem ·
-Spaarnwoude ·
Halfweg-Zwanenburg ·
Heemskerk ·
Heemstede-Aerdenhout ·
Heerhugowaard ·
Heiloo ·
Hilversum ·
-Media Park ·
-Sportpark ·
Hollandsche Rading ·
Hoofddorp ·
Hoogkarspel ·
Hoorn ·
-Kersenboogerd ·
Koog aan de Zaan ·
Krommenie-Assendelft ·
Naarden-Bussum ·
Nieuw Vennep ·
Obdam ·
Overveen ·
Purmerend ·
-Overwhere ·
-Weidevenne ·
Santpoort:
-Noord ·
-Zuid ·
Schagen ·
Schiphol Airport ·
Uitgeest ·
Weesp ·
Wormerveer ·
Zaandam ·
-Kogerveld ·
Zaandijk Zaanse Schans ·
Zandvoort aan Zee
Stations van de Museumstoomtram Hoorn-Medemblik:
Tramstation Hoorn · 
Zwaag ·
Wognum-Nibbixwoud ·
Twisk ·
Opperdoes ·
Medemblik
Voormalige stations: zie de lijst van voormalige spoorwegstations in Noord-Holland